# Wayne Dockery
Wayne Dockery (26 de junho de 1941 – 12 de junho de 2018) foi um cantor de jazz norte-americano contrabaixista, que já trabalhou com George Benson, Sonny Fortune, Eddie Henderson, Hal Galper, Archie Shepp, e outros.

## Morte
Morreu em 12 de junho de 2018, aos 76 anos.

## Discografia
Com George Benson
- No Concerto do Carnegie Hall (CTI, de 1975)

Com Junior Cozinhar
- O Lugar para Ser (corrida de Obstáculos, de 1988)

Com Sonny Fortune
- Muito Antes De Nossas Mães Choraram (Estrato-Leste, De 1974)
- Despertar (Horizonte, 1975)

Com Hal Galper
- Saiba Mais!  (Corrida de obstáculos, de 1976)

Com Billy Harper
- Tentando Fazer com que o Céu o Meu Lar (MPS, de 1979)